# Simson S 70
Die Simson S 70 ist ein Leichtkraftrad von Simson, das auf dem Modell S 51 aufbaut. Sie hat einen 70-cm³-Motor mit 4,1 kW (5,6 PS).

## Motor und Kraftübertragung
Der Motor dieser Modelle unter der Bezeichnung M741 entspricht grundlegend der M5xx Serie der S51. Die Hubraumvergrößerung wurde durch die Bohrungsvergrößerung auf 45 mm unter Beibehaltung des Hubes von 44 mm erzielt. Entsprechend ist die Laufbuchsenaufnahme bei diesen Modellen größer aufgespindelt (50 mm). Hinsichtlich der Übersetzung wurde die Primärübersetzung zwischen Primärantriebsritzel und Kupplungskorb (1:2,95) und das Antriebsritzel der Kette (16 anstatt 15 Zähne) verändert, so dass ab Werk eine Höchstgeschwindigkeit von 75 km/h angegeben wurde.
Für die Kraftübertragung wurde eine verstärkte Tellerfeder für die Kupplung verwendet. Dabei wurde die ehemalige westdeutsche Formel für Leichtkrafträder – maximal 80 cm³, Nennleistung bei maximal 6000/min und maximal 80 km/h Höchstgeschwindigkeit berücksichtigt.
Im Gegensatz zur S 51 wurden bei der S 70 die Motorseitendeckel sowie Zylinder und Zylinderkopf in Schwarz ausgeliefert. Als zusätzliches Kennzeichen für die Hubraumerweiterung wurde die Ziffer 7 neben der Motornummer auf dem Motorblock sowie dem Ansaugstutzen des Zylinders eingeschlagen.
Als Vergaser wurde wie beim M541 der BVF 16N1-11 mit selber Bedüsung verwendet. Der Aufbau der Ansaugung und der Aufbau des Auspuffs entsprechen dem der S 51.

## Rahmen und Ausstattung
Die folgenden Varianten des S 70 waren in der DDR erhältlich:
- S 70 C („Comfort“): Wie S 51 C, aber mit dem M741-Motor und mit Unterzugstreben zur Verstärkung des Rahmens und geänderter Übersetzung. Gebaut ab 1983.
- S 70 E („Enduro“): Wie S 51 E, aber mit dem M741-Motor und mit Unterzugstreben und geänderter Übersetzung. Gebaut ab 1983.
- S 70 E/2: Wie S 70 E, aber mit hochgelegtem Kotflügel aus Kunststoff vorn und verstärkter Teleskopgabelführung mit Klemmköpfen. Gebaut ab 1985.

## Verbreitung
Die S 70 war nach dem Simson Sperber ein zweiter Versuch von Simson, ein kleines Motorrad oberhalb der Kleinkrafträder anzubieten. Doch auch dieses Mal war der tatsächliche Bedarf nach einem solchen Fahrzeug geringer als von Simson erwartet, und auch im Export stellte sich nicht der erhoffte Verkaufserfolg ein. 1989 wurde die Serienfertigung der S 70 beendet. Zwar wurden immerhin 32.900 Stück gebaut, was jedoch eine verschwindend geringe Stückzahl in Relation zum S 51 war. Wer damals die erforderliche Fahrerlaubnis hatte, kaufte lieber gleich eine MZ ETZ 150. Das spätere S 53 gab es in den 1990er Jahren dann aber wieder in einer Leichtkraftrad-Variante als S 83 sowie die Simson 125. Außerdem produzierte Simson ab 1986 einen Leichtkraftrad-Kleinroller – das SR 80 – allerdings in noch geringeren Stückzahlen als das S 70.

## Export in die BRD
Unter der Bezeichnung Super 80 und Super 80 Enduro wurden auf Vorschlag des Stuttgarter Reifengroßhändlers Lange auch Simson S 70 in die BRD exportiert. Nach Darstellungen der Zeitschrift Motorrad sei die hubraumvergrößerte Variante des Simson S 51 sogar erst auf Vorschlag dieses westdeutschen Unternehmens hin von Simson entwickelt worden. Jedenfalls hatte der Generaldirektor des Zweiradkombinats Pertig bereits auf der Leipziger Herbstmesse 1981 angedeutet, künftig auch Fahrzeuge in der 80 cm3-Klasse herauszubringen.
Es gibt folgende Exportmodelle:
- Super 80 bzw. Super S 80
- Super 80 Enduro bzw. Super S 80 Enduro

Im westdeutschen Testbericht des Simson Super 80 in der Zeitschrift Motorrad rief das offene Prinzip als Gestaltungsgrundlage kein Verständnis hervor, stattdessen wurde das Styling als „zweifelhaft“ bezeichnet. Die Reaktionen auf das Fahrzeug bewegten sich zwischen „Hochmut, Verwunderung und unverhohlene Belustigung“. Gegenüber anderen Leichtkrafträdern der 80er Klasse wie der Herkules RX 9 mit 9 PS fiel die Leistung der S 80 gering aus. Kritisiert wurden auch das schwache Scheinwerferlicht, die mäßig gute Schaltbarkeit des Getriebes und die mangelhafte Bodenhaftung der Reifen. Aber es gab auch Lob: Durchzugsstarker Motor, gute Sitzposition, guter Federungskomfort, sehr hohe Wendigkeit, durchdachte, solide Details und niedriger Kraftstoffverbrauch von 2,4 l/100 km. Hinzu kam der in dieser Klasse ungeschlagen niedrige Preis von 1690 DM. Die Enduro-Variante kostete 1751 DM und hatten einen Kraftstoffverbrauch von 2,7 l/100 km. Allerdings wurde schon zur Markteinführung in Westdeutschland angemerkt, dass das Argument eines niedrigen Preises nur bei wenigen 16-Jährigen ausschlaggebend sei. Tatsächlich gab es für das S 80 kaum einen Markt, insgesamt sollen nur etwa 1000 Stück in Westdeutschland verkauft worden sein.